# Guillermo Rivero
Guillermo Rivero Conejero (* 10. Februar 1902; † 8. Oktober 1959) war ein chilenischer Fußballspieler.

## Verein
Defensivakteur Rivero spielte auf Vereinsebene von 1928 bis 1934 für La Cruz Valparaiso. Sodann gehörte er von 1934 bis 1938 dem Kader von Audax Italiano an.

## Nationalmannschaft
Er war Mitglied der Nationalmannschaft seines Heimatlandes und nahm mit ihr zunächst an den Olympischen Sommerspielen 1928 teil. Im olympischen Turnier bestritt er zwei Partien. 1930 war er Teil des chilenischen Aufgebots bei der ersten Fußball-Weltmeisterschaft. Bei der WM kam er im Verlaufe des Turniers nur im Spiel gegen Frankreich zum Einsatz. Fünf Jahre später gehörte er erneut zum chilenischen Aufgebot bei der Südamerikameisterschaft 1935. Auch bei der Südamerikameisterschaft 1937 und 1939 nahm er in Reihen Chiles teil. Insgesamt absolvierte er, abgesehen von den beiden Olympiaeinsätzen, mindestens zwölf Länderspiele und erzielte dabei einen Treffer.